# دکستر (حوزه سرشماری)، مین
دکستر (به انگلیسی: Dexter) یک منطقهٔ مسکونی در ایالات متحده آمریکا است که در شهرستان پنوب‌اسکات، مین واقع شده‌است. دکستر ۱۳٫۸ کیلومتر مربع مساحت و ۲٬۱۵۸ نفر جمعیت دارد و ۱۲۷ متر بالاتر از سطح دریا واقع شده‌است.